# Brunskuldrad trupial
Brunskuldrad trupial (Agelaius humeralis) är en fågel i tättingfamiljen trupialer som förekommer i Västindien.

## Utseende och läten
Brunskuldrad trupial är en 20 cm lång helsvart fågel, bortsett från en brunorange fläck på skuldrorna som gett arten dess namn. På sittande fågel kan den dock vara svår att se. Sången som framförs av båda könen består av en till två utdragna sträva toner.

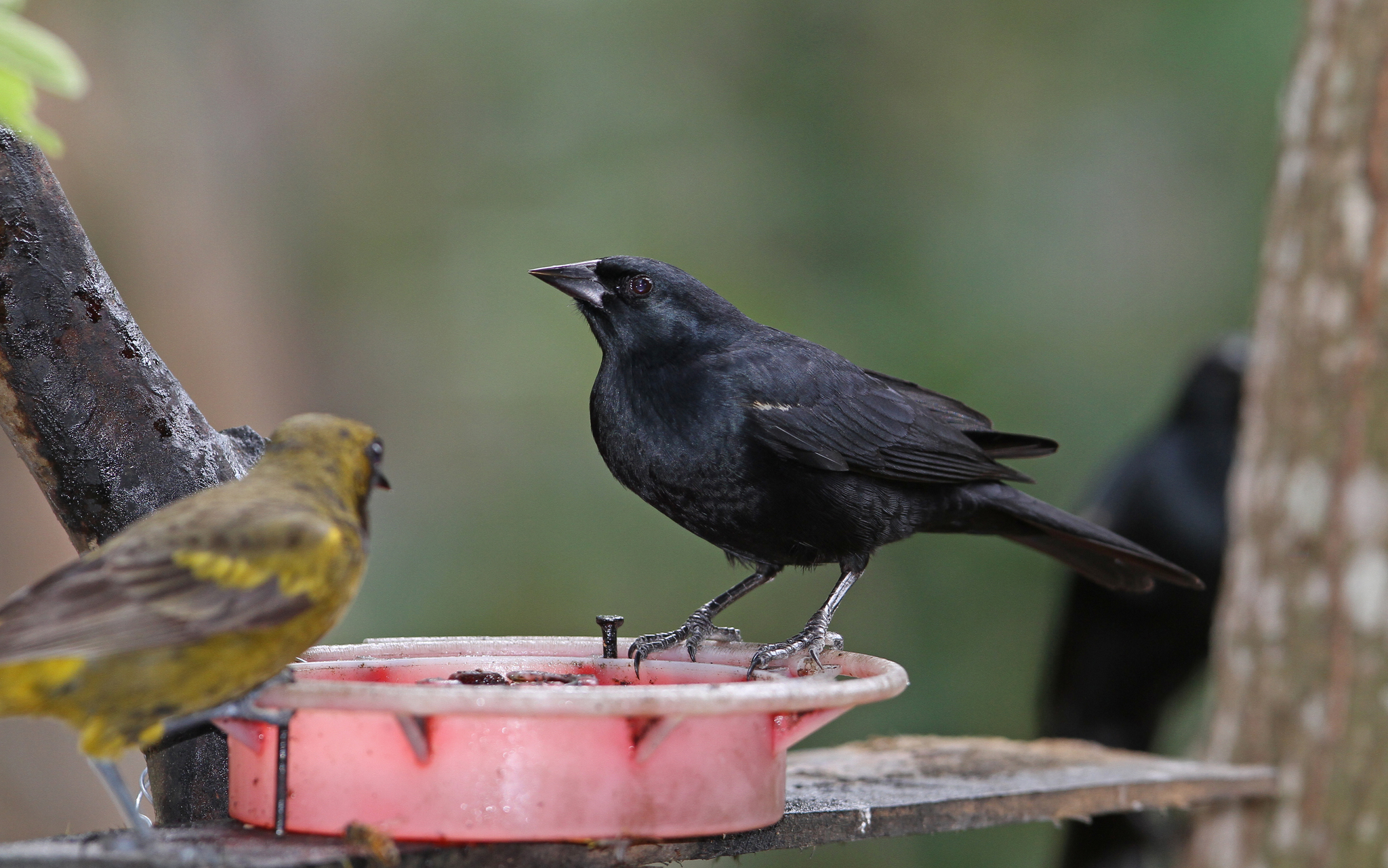

## Utbredning och systematik
Brunskuldrad trupial delas in i två underarter med följande utbredning:
- Agelaius humeralis scopulus - förekommer på Cayo Cantiles (utanför södra Kuba)
- Agelaius humeralis humeralis - förekommer på Kuba och i Haiti

Tillfälligt har den påträffats i Florida i USA. Arten är systerart till gulskuldrad trupial (Agelaius xanthomus).

## Levnadssätt
Brunskuldrad trupial är en mycket social fågel som hittas i öppet skogslandskap, skogsbryn, jordbruksmark och risfält. Födan består av insekter, frön, nektar, frukt och små ödlor. Fågeln häckar från april till augusti. Den lägger tre till fyra grönvita ägg med bruna fläckar i ett skålformat bo som placeras i ett träd.

## Status och hot
Arten har ett stort utbredningsområde och det finns inga tecken på vare sig några substantiella hot eller att populationen minskar. Utifrån dessa kriterier kategoriserar IUCN arten som livskraftig (LC).